# Dirphiopsis curvilineata
Dirphiopsis curvilineata is een vlinder uit de familie nachtpauwogen (Saturniidae), onderfamilie Hemileucinae.
De wetenschappelijke naam van de soort is voor het eerst geldig gepubliceerd door Decaens, Wolfe & Herbin in 2003.